# Gianluca Busato
Gianluca Busato (Treviso, 14 maggio 1969) è un politico, ingegnere e attivista italiano.
Fondatore della piattaforma plebiscito2013.eu, con Lodovico Pizzati ha promosso la nascita del sito plebiscito.eu ed è stato uno degli organizzatori del referendum online sull'indipendenza del Veneto, svoltosi dal 16 al 21 marzo 2014.

## Biografia
Mentre frequentava la Facoltà di Ingegneria dell'Università di Padova, militò nella Liga Veneta-Lega Nord, venendo eletto consigliere comunale a Casier. Espulso dal partito, nel 1997 fondò il Movimento Indipendentista Padano, del quale fu portavoce per due anni. Fu indagato per aver sostenuto il progetto di creazione della Padania, e una serie di azioni a seguito dell'occupazione del campanile di san Marco da parte dei Serenissimi, cui non prese parte personalmente. Tali accuse lo indussero ad abbandonare l'indipendentismo padano per aderire al movimento per l'indipendenza veneta, ritornando all'attività politica solamente quando fu depenalizzato il reato d'opinione.
Nel 2006 scrisse un pamphlet politico e fondò il Movimento Veneto , al quale un anno dopo seguì la nascita del Partito Nazionalista Veneto (PNV), del quale fu il segretario dal 2008 al 2010. Assunse ruoli di vertice in varie organizzazioni sorte in seno al PNV: Stato Veneto (dal 2010 al 2012), Indipendenza Veneta (dal 2012 al 2013), Plebiscito 2013 (dal 2013 al 2014) e, infine, Veneto Sì, (dal 2013, attivo al 2019).
La sua notorietà a livello regionale deriva dall'organizzazione del Referendum per l'Indipendenza del Veneto, legalmente non riconosciuto dallo Stato italiano, e svoltosi nel sito plebiscito.eu dal 15 al 21 marzo 2014. Secondo lo staff della piattaforma, al referendum online parteciparono 2,36 milioni di cittadini veneti (pari al 63,2% degli aventi diritto), l'89,1% dei quali ha votato a favore, pari ad una quota rappresentativa del 56,6% dell'elettorato attivo. I voti contrari furono circa 250.000. La notte del 21 marzo, festeggiò il risultato a Treviso, proclamando l'indipendenza del Veneto.  Nel corso della consultazione referendaria, furono eletti 10 "delegati per l'indipendenza", fra i quali Busato risultò il candidato più votato con 135.306 preferenze.

### Veneto Sì
Veneto Sì è il partito nato con l'obbiettivo di «difendere i risultati con la dichiarazione di indipendenza», successiva all'esito referendario del 21 marzo 2014. Dal 2013, il segretario di Veneto Sì è Gianluca Busato.
Il 21 marzo 2015, la piattaforma plebiscito.eu ha organizzato l'elezione di una maggioranza di deputati per il Parlamento Provvisorio della Repubblica Veneta, senza presentare una propria lista di candidati alle elezioni regionali tenutesi a maggio del 2015 a causa della mancata sottoscrizione del numero minimo di firme previsto per legge. 

Questo fatto è stato parzialmente imputato da Forza Nuova al numero di annullamenti in sede amministrativa, mentre per la lista Busato la riduzione del periodo di raccolta ad un mese avrebbe penalizzato i movimenti che non disponevano di una capillare presenza nel territorio  necessaria per un celere raggiungimento del quorum.

## Controversie
Nel 2024 il nome di Gianluca Busato è tornato alla ribalta della cronaca ma stavolta per l'accusa di Truffa e di Abusivismo Finanziario, secondo le contestazioni della Procura di Treviso che ha aperto un fascicolo di indagine nel 2020.
Di queste attività di Gianluca Busato se ne è occupata anche Striscia la Notizia con una serie di servizi di Moreno Morello andati in onda tra febbraio e marzo del 2024, nei quali sono state raccolte le testimonianze di un altro gruppo di persone che hanno dichiarato di aver perso i loro soldi con un sistema di raggiro simile a quello denunciato a Treviso, con l'utilizzo di criptovalute create dallo stesso Busato.

In queste ultime indagini, condotte dalla Guardia di Finanza di Mirano (VE), è coinvolta la società di Busato Swap UAB con sede in Lituania.
Sempre presso la Procura di Treviso, Busato è altresì indagato per bancarotta fraudolenta per il fallimento avvenuto nel 2019 della Digitnut S.r.l., società specializzata nella comunicazione web e mobile.